# Salvatore Campanella
Salvatore Campanella (ur. 28 października 1969 w Katanii) – włoski zapaśnik w stylu klasycznym. Olimpijczyk z Barcelony 1992, ósmy w kategorii 90 kg. Zajął dwunaste miejsce w mistrzostwach świata w 1997. Piąty w mistrzostwach Europy w 1992. Drugi na igrzyskach wojskowych w 1995 roku.